# Abbaye de Tracton
L’abbaye de Tracton (en irlandais : Mainistir Trácht Fhionn) était une abbaye cistercienne située près de la côte sud de l'Irlande non loin de Cork, plus exactement à Tracton située à environ 7 km au sud de Carrigaline.
Fondée en 1225, elle est dissoute en 1542 ; les bâtiments subsistent ensuite jusqu'en 1639 puis sont petit à petit démolis ou dégradés, de sorte qu'il n'enr este plus rien.

## Localisation
L'abbaye de Tracton tire son nom d'Albus Tractus ou « la côte blanche ». En effet, elle est située non loin de la mer, dans la vallée de la Minane River, à proximité de l'ouverture du Cork Harbour. Par ailleurs, le qualificatif de « blanc » faisait référence à la maison-mère, l'abbaye de Whitland, au pays de Galles,.

## Histoire

### Fondation
Les chartes anciennes mentionnent généralement Maurice, de la dynastie MacCarthy, comme le fondateur de l'abbaye. Toutefois, les analyses modernes montrent le rôle central joué par Odo, de la famille de Barry (en). Sa requête au chapitre général cistercien est en effet datée de 1222, et renouvelée en 1223. En 1225, le chapitre accède à sa demande et charge les moines de Whitland de fonder cette abbaye.

### Moyen Âge
Rapidement après sa fondation, l'abbaye est visitée par Étienne de Lexington. Ce dernier reproche aux moines de la communauté de parler gallois et impose un affichage de la règle bénédictine en français, afin d'éviter les désordres et une confusion qu'il compare à celle de la tour de Babel.
En 1301, l'abbé de Tracton est condamné pour avoir hébergé et protégé son neveu coupable du viol d'une femme anglaise ; il doit s'acquitter de quarante livres d'amende, soit plus de la moitié du revenu annuel de l'abbaye. En 1375, Édouard III confirme les possessions de l'abbaye.
L'abbaye s'était vu offrir par Odo une relique attribuée à la Vraie Croix. Cette relique attirait un important pèlerinage local le Jeudi saint.

### Déclin et dissolution
À partir de 1483, l'abbaye appartient exclusivement aux descendants de la famille de Barry ; à cette époque, les revenus de la communauté de Tracton sont misérables, et, sur un potentiel de 71 livres annuelles, les moines n'en touchent que 5.
En 1541, l'usage de l'abbatiale comme église paroissiale est déjà régulièrement attesté ; les moines disparaissent des registres à partir de 1542. Henry Gylford devient le propriétaire de l'édifice en 1568 ; Thomas Daunt l'acquiert à une date inconnue au XVIIe siècle ; tout d'abord, il habite à l'abbaye, puis il fait construire une autre maison en 1639. À partir de cette dernière date, la dégradation de l'abbaye s'accélère. En 1817, une église protestante est bâtie sur le site, montrant qu'à cette date l'édifice n'est plus qu'un souvenir.

## Architecture
Un fragment de sculpture est retrouvé en 1944 et exposé au musée public de Cork (en).